# Nidhogg II
Nidhogg II est un jeu vidéo de combat indépendant sur le thème de l'escrime axé sur le multijoueur local, développé et édité par Messhof le 15 août 2017 sur PC (Windows) et Mac (OS X) via Steam et sur PlayStation 4. Il est porté sur Nintendo Switch en novembre 2018. C'est la suite du jeu Nidhogg.

## Accueil

### Récompenses
Le jeu est nommé pour les prix du meilleur jeu multijoueur des Golden Joystick Awards 2017, pour le prix du meilleur jeu de combat des The Game Awards 2017, et du jeu de combat de l'année lors du 21st Annual D.I.C.E. Awards